# Dárdás vesepáfrány
A dárdás vesepáfrány (Polystichum lonchitis) az északi féltekén elterjedt páfrányfaj.

## Megjelenése
A dárdás vesepáfrány 10–50 cm magas, lágyszárú, évelő növény. Közepes termetű páfrány, megjelenése egyedi. Áttelelő levelei 10–50 cm hosszúak, maximum 6 cm szélesek, szálas vagy szálas-lándzsás alakúak. Levélnyele csak 4–8 cm-es pelyvaszőrükkel borított, míg a levélgerinc pikkelyszőrös. A levél lemeze egyszeresen szárnyalt, fényesen zöld, bőrszerű. A 25-35 pár levélszárny pereme szálkásan fogas, sokszor átfednek egymáson. A levélkék szárhoz legközelebbi, felső foga feltűnően nagyobb a többinél.
Spórái július és szeptember között érnek. A szóruszok (sporangiumcsoportok) a levél fonákán fejlődnek két, a levélér és a perem között félúton elhelyezkedő sorban. A fátyolkák kör alakúak. A kezdetben szürkésfehér szóruszok kávébarna színűre érnek. Spórái sötétbarnák, a szél messzire szállítja őket.
Kromoszómaszáma: 2n=82.
Ritkán hibridizálhat más Polystichum-fajokkal. Ilyen a P. lonchitis x P. setiferum = P. lonchitiforme vagy a P. lonchitis x P. aculeatum = P. illyricum. A hibridek sterilek, ezért szóruszok hamar leszáradnak.

## Elterjedése
Az északi féltekén elterjedt, megtalálható Európában, Szibériában, a Himalájában, Japánban, Észak-Amerikában és Grönlandon. Magyarországon az Aggteleki-karszton, a Bükkben, a Börzsönyben, a Tornai-karszton, a Pilisben, a Vértesben, a Bakonyban, a Kőszegi-hegységben, a Vasi-dombságon és a Kisalföldön vannak állományai.

## Termőhelye
Hegyvidéki erdőkben, néha az erdőhatár fölött fordul elő, jellemzően sziklaerdőkben, fenyvesekben, bükkösökben, szurdokerdőkben, mészkősziklákon, kőfalakon, sziklagyepekben 3200 m magasságig. Kimondottan mészkedvelő, a hideget -35 °C-ig elviseli.
Magyarországon védett, természetvédelmi értéke 10 000 Ft.

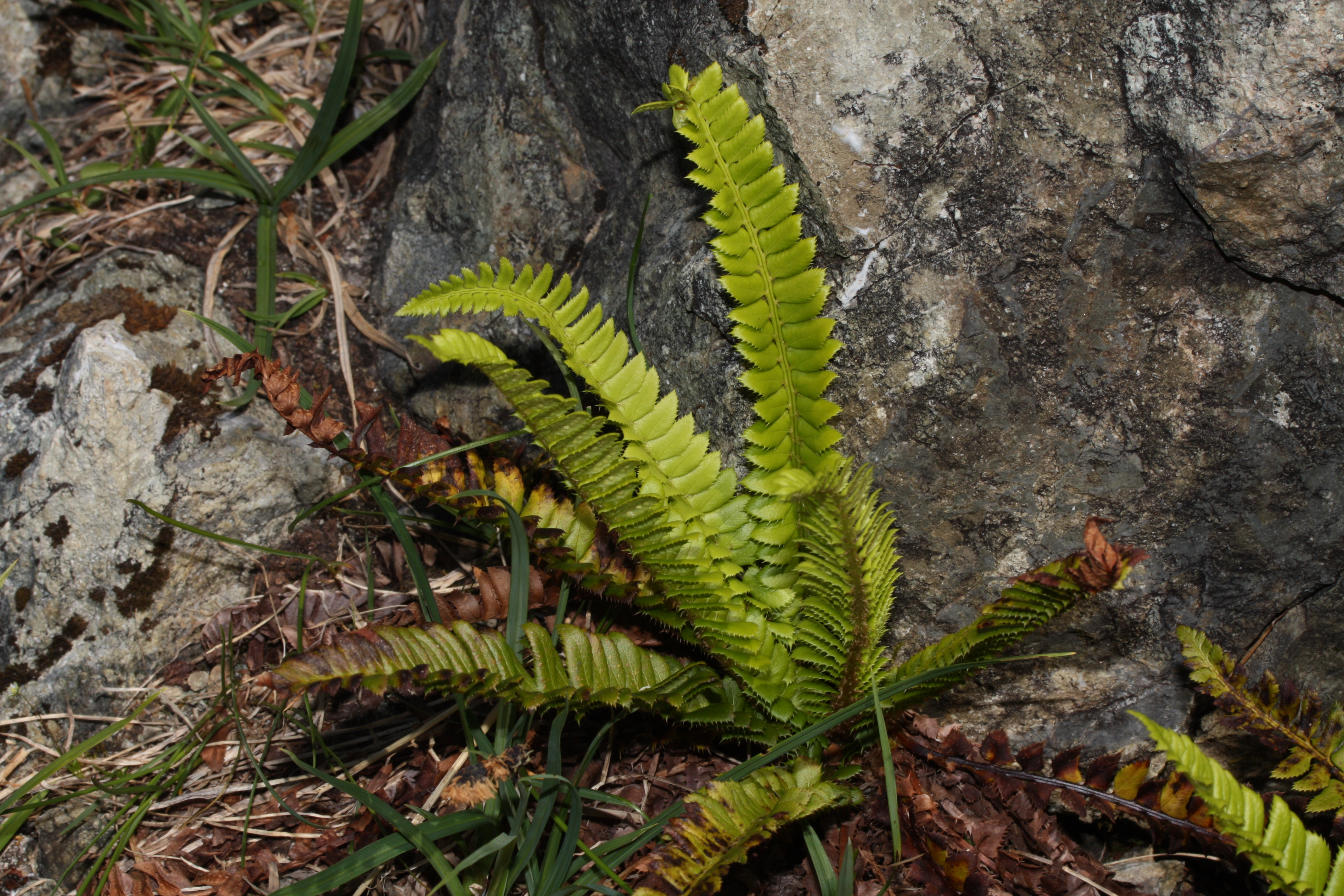
A dárdás vesepáfrány habitusa
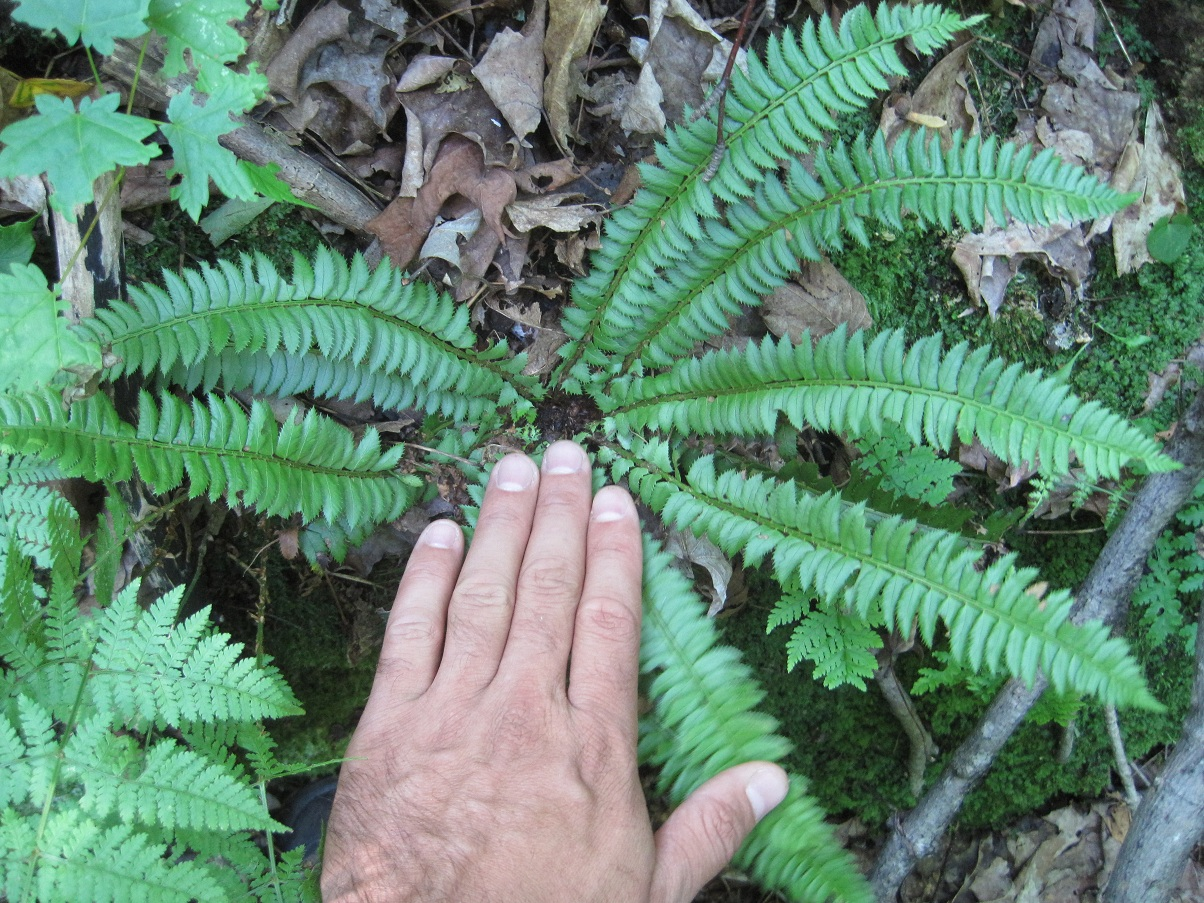
A kanadai Pancake Bay tartományi parkban
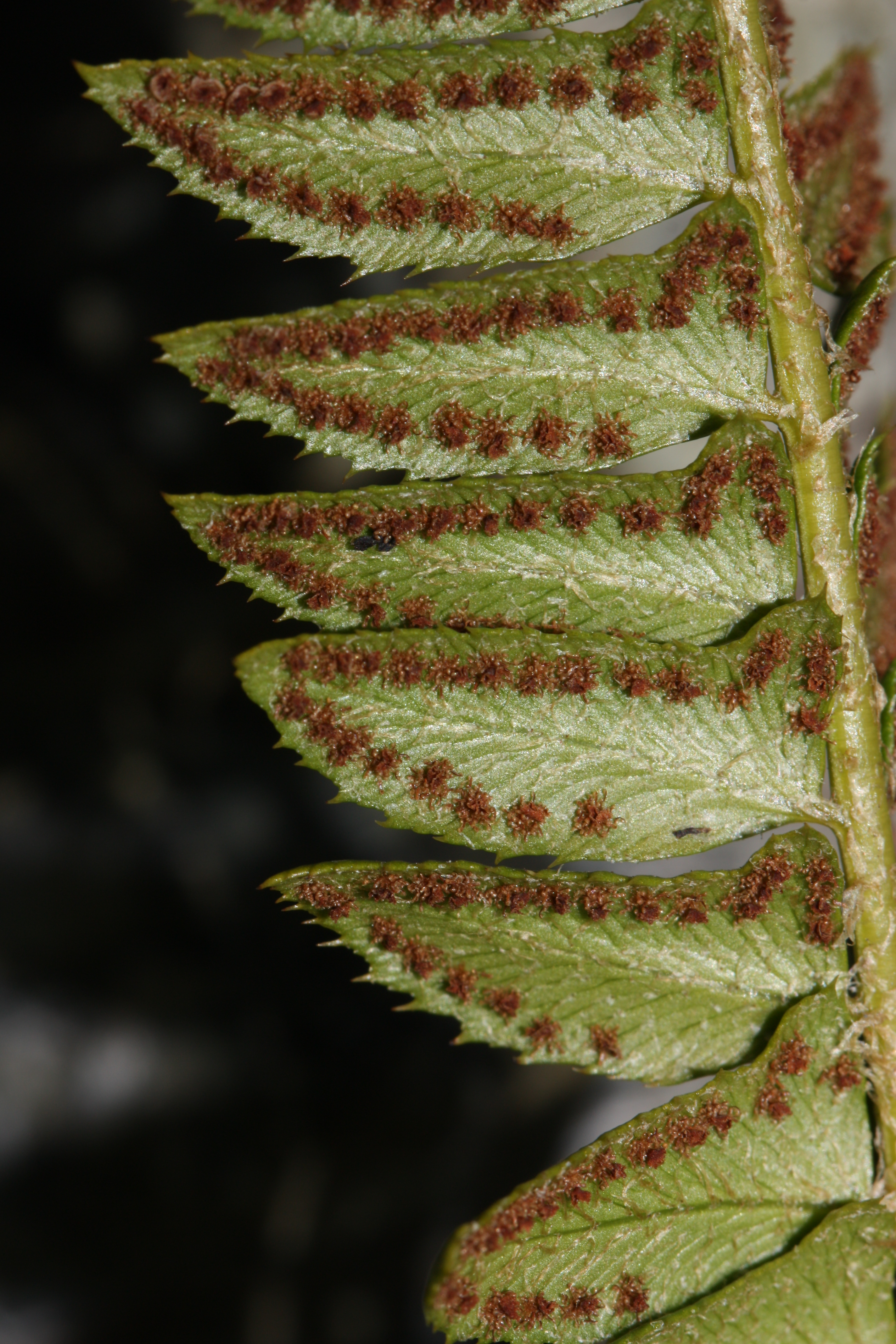
Érett szóruszok
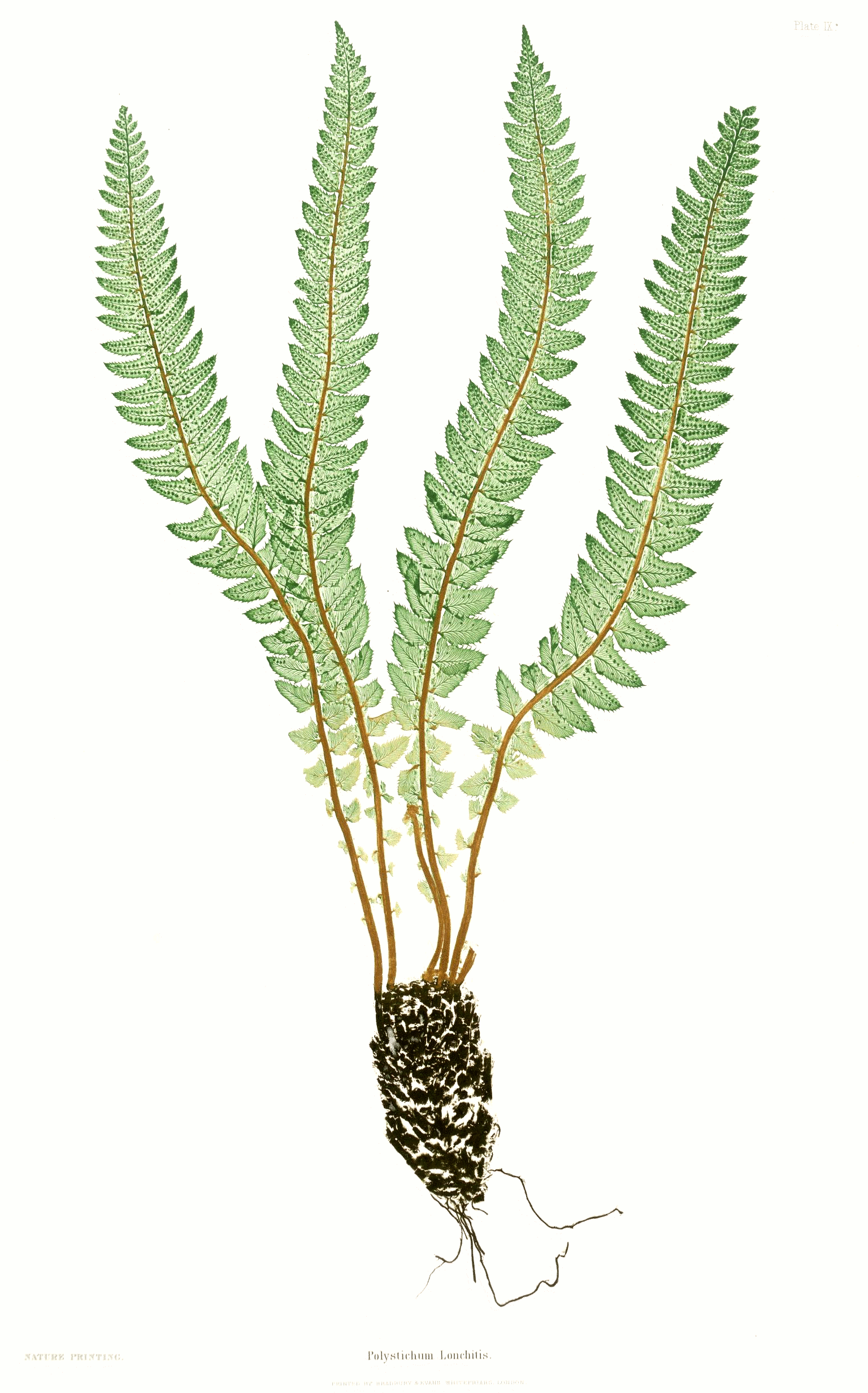
Ábrázolása 1857-ből